# Ревуцька Легота
Ревуцька Легота (словац. Revúcka Lehota; угор. Lehelfalva) — село, громада в окрузі Ревуца, Банськобистрицький край, Словаччина. Населення — 306 осіб (за оцінкою на 31 грудня 2017 р.).
Вперше згадується в 1427 році.

## Населення
| Рік:            | 1994. | 2004.   | 2014.   | 2024.   |
| --------------- | ----- | ------- | ------- | ------- |
| Кількість осіб: | 339   | 328     | 322     | 318     |
| Різниця:        |       | -3,24 % | -1,82 % | -1,24 % |

| Рік:            | 2023. | 2024.   |
| --------------- | ----- | ------- |
| Кількість осіб: | 307   | 318     |
| Різниця:        |       | +3,58 % |